# 駮

駮圖，出自《古今圖書集成·博物彙編·禽蟲典·第七十九卷》

駮，又名茲白，古代傳說生物，外形類似馬，頭上有角，以虎、豹為食。與歐洲傳說的獨角獸外形有類似之處。

## 记载
駮是一種外貌似馬的動物，狀似白馬，黑尾，头有一角，有利齿且四足为爪，发出来的声音如同鼓声，专吃虎、豹。最早記載出自《山海經》。《逸周書》記載，義渠稱之為茲白。
據民間記載，駁馬的角就如同現今的犀牛角，有解毒治病之功效。

## 類似生物
《山海經》中記載了其他類似生物，外形似馬，但有角，如䑏疏、𩣡馬。

## 相關
- 中國妖怪列表

## 延伸閱讀
[在维基数据编辑]
 《欽定古今圖書集成·博物彙編·禽蟲典·駮部》，出自陈梦雷《古今圖書集成》